# Paecilomyces farinosus
Paecilomyces farinosus är en svampart som först beskrevs av Theodor Holmskjold, och fick sitt nu gällande namn av A.H.S. Br. & G. Sm. 1957. Paecilomyces farinosus ingår i släktet Paecilomyces och familjen Trichocomaceae.   Inga underarter finns listade i Catalogue of Life.

Namn nu: Isaria farinosa.  https://www.researchgate.net/publication/240524407_The_entomopathogenic_fungi_Isaria_farinosa_formerly_Paecilomyces_farinosus_and_the_Isaria_fumosorosea_species_complex_formerly_Paecilomyces_fumosoroseus_Biology_ecology_and_use_in_biological_control]. 